# 太平山细辛
太平山细辛（学名：Asarum taipingshanianum）为马兜铃科细辛属下的一个种。

## 扩展阅读
- 維基物種上的相關：太平山细辛